# Now That the Light Is Fading
Now That the Light Is Fading é o EP de estreia da cantora e compositora norte-americana Maggie Rogers. Após uma série de lançamentos independentes e seu sucesso de 2016 "Alasca", o EP foi lançado em 16 de fevereiro de 2017 pela Columbia Records e pela gravadora Debay Sounds, de Rogers. O EP recebeu críticas favoráveis e alcançou o quarto lugar na parada de álbuns da Billboard Heatseekers e o número 39 na parada Top Rock Albums.

## Recepção crítica
| Críticas profissionais | Críticas profissionais |
| Avaliações da crítica  | Avaliações da crítica  |
| Fonte                  | Avaliação              |
| ---------------------- | ---------------------- |
| AllMusic               | [ 1 ]                  |
| NME                    | [ 2 ]                  |
| Pitchfork              | 6.5/10                 |

Leonie Cooper, da NME, chamou o EP de "uma coisa leve e gloriosa que, ao longo de quatro músicas, se transforma em algo que se aproxima da perfeição pop". Katherine St. Asaph, da Pitchfork, estava otimista sobre a carreira de Rogers no futuro, escrevendo "Ela tem uma plataforma. Ela tem ideias. Mas como todas as histórias de descoberta, a verdadeira recompensa está no que vem a seguir". 

## Faixas
| N.º            | Título         | Compositor(es)            | Produtor(es)               | Duração |  |
| 1.             | "Color Song"   | Traditional               | Maggie Rogers              | 2:10    |  |
| 2.             | "Alaska"       | Doug Schadt Rogers        | Schadt Rogers              | 3:09    |  |
| 3.             | "On + Off"     | Schadt Rogers Das         | Schadt Rogers Das          | 3:41    |  |
| 4.             | "Dog Years"    | Schadt Rogers             | Schadt Rogers              | 4:37    |  |
| 5.             | "Better"       | Lucio Westmoreland Rogers | Schadt Westmoreland Rogers | 3:34    |  |
| Duração total: | Duração total: | Duração total:            | Duração total:             | 17:11   |  |